# Heinz Brunotte
Arnold August Heinz Brunotte (* 11. Juni 1896 in Hannover; † 2. Februar 1984 ebenda) war ein deutscher lutherischer Theologe. Von 1949 bis 1965 war Brunotte Präsident der Kirchenkanzlei der Evangelischen Kirche in Deutschland (heute: Kirchenamt der EKD).

## Werdegang
Heinz Brunotte besuchte in Hannover das Leibniz-Reform Gymnasium. Von 1919 bis 1922 studierte Brunotte Evangelische Theologie an den Universitäten Marburg, Tübingen und Göttingen. Danach folgte ein zweijähriges Studium am Predigerseminar Loccum. Im Anschluss folgte die Tätigkeit als Hilfsgeistlicher in Loccum. Im Herbst 1926 gehörte er zu den Gründern der Deinser Konferenz. Aus ihr ging 1929 die Hannoversche Jungevangelische Konferenz hervor, ein Zusammenschluss überwiegend jüngerer Theologen der hannoverschen Landeskirche, die sich als Alternative zu den bestehenden synodalen Gruppen verstand. 1927 wurde Heinz Brunotte Pastor in Hoyershausen, Kreis Alfeld/Leine. 1936 wurde er in die Kirchenkanzlei der EKD berufen, wo er als Oberkonsistorialrat bis 1946 wirkte. 1946 wurde Heinz Brunotte Oberlandeskirchenrat  und Mitglied im Landeskirchenamt Hannover. Am 1. April 1949 wählte ihn der Rat der EKD zum Präsidenten der Kirchenkanzlei der EKD, bis 1963 war er zugleich Präsident des Kirchenamtes der VELKD. 1965 schied er aus dem Amt aus. In den 1950er Jahren gab er gemeinsam mit Otto Weber das Evangelische Kirchenlexikon heraus.

## Kritische Würdigung
2010 erschien eine Biografie von Jens Gundlach mit dem Titel Heinz Brunotte – Anpassung des Evangeliums an die NS-Diktatur, in der neben der Würdigung Brunottes seine Verstrickung in das NS-Regime aufgearbeitet wird.

## Schriften (Auswahl)
- Das Zusammenleben der Konfessionen in der evangelischen Kirche in Deutschland (= Luthertum, Heft 9), Berlin 1953
- Die Grundordnung der Evangelischen Kirche in Deutschland. Ihre Entstehung und ihre Probleme, Berlin 1954
- Die Theologische Erklärung von Barmen 1934 und Ihr Verhältnis zum lutherischen Bekenntnis (= Luthertum, Heft 18), Berlin 1955
- als Hrsg. mit Otto Weber: Evangelisches Kirchenlexikon. Kirchlich-theologisches Handwörterbuch, Göttingen 1956 ff.
- als Hrsg. mit Erich Ruppel: Gott ist am Werk. Festschrift für Landesbischof D. Hanns Lilje zum 60. Geburtstag am 20. August 1959, Hamburg 1959
- Das Amt der Verkündigung und das Priestertum aller Gläubigen (= Luthertum, Heft 26), Berlin 1962
- Die Evangelische Kirche in Deutschland. Geschichte, Organisation und Gestalt der EKD, Gütersloh 1964
- als Hrsg. mit Konrad Müller & Rudolf Smend: Festschrift für Erich Ruppel. Zum 65. Geburtstag am 25. Januar 1968, Hannover 1968
- Bekenntnis und Kirchenverfassung. Aufsätze zur kirchlichen Zeitgeschichte, Göttingen 1977

## Archiv
- Nachlass im Landeskirchlichen Archiv Hannover (Bestand N 17)

| Personendaten    | Personendaten                                      |
| ---------------- | -------------------------------------------------- |
| NAME             | Brunotte, Heinz                                    |
| ALTERNATIVNAMEN  | Brunotte, Arnold August Heinz (vollständiger Name) |
| KURZBESCHREIBUNG | deutscher lutherischer Theologe                    |
| GEBURTSDATUM     | 11. Juni 1896                                      |
| GEBURTSORT       | Hannover                                           |
| STERBEDATUM      | 2. Februar 1984                                    |
| STERBEORT        | Hannover                                           |